# コパ・アルダオ
コパ・リカルド・アルダオ（西: Copa Ricardo Aldao）は、1913年から1957年まで行われていたサッカーの国際カップ戦。一般的にはカンペオナート・リオプラテンセ（西: Campeonato Rioplatense、ラプラタ川流域選手権の意味）やコパ・リオ・デ・ラ・プラタ（西: Copa Río de La Plata、ラプラタ川カップの意味）と呼ばれた。

## 概要
20世紀前半の南米で数多く開催されていた国際カップ戦の1つであり、アルゼンチン（プリメーラ・ディビシオン・アルヘンティーナ）とウルグアイ（プリメーラ・ディビシオン・ウルグアージャ）のリーグ優勝クラブが対戦していた。1913年に第1回大会が開催され（結局中止となった）、1957年大会が最後となった。この大会はコパ・リベルタドーレスの礎となった。

## 歴史
アルゼンチンとウルグアイは地理的に近く、1900年代初頭の両国ではクラブ間の国際親善試合がよく行われていた。必然的に、国際的な優勝クラブを決める試合が計画され、1912年から1914年までと、1918年と1919年はアルゼンチンサッカー協会 (AFA) のリカルド・アルダオ会長がトロフィーを授与した。このため、アルダオ会長の名前が大会名に使用された。
第1回大会は1913年に組織され、アルゼンチンリーグ4位のキンベルレイとウルグアイリーグ4位のセントラル・エスパニョール（ウルグアイ）が対戦したが、決勝は豪雨によって中止となり、最初の戴冠クラブは1916年大会優勝のナシオナル（ウルグアイ）となった。サッカー史家のミゲル・ビオンダは、アルゼンチンリーグ優勝のエストゥディアンテスとウルグアイリーグ優勝のリーベル・プレートの間で1914年大会が行われたと断言しており、彼によるとエストゥディアンテスが優勝したとされる。これは2005年にアルゼンチンで出版された「エストゥディアンテス・デル・ムンド:栄光の100年」という雑誌や1997年にディアリオ・オイによって出版された「エストゥディアンテスの歴史」による。しかし、CIHFというテレビ局の番組によれば、この試合は大雨のために中止になったとされている。1913年大会から1940年大会までは、1年ごとにブエノスアイレス（アルゼンチン）とモンテビデオ（ウルグアイ）で交互に試合を行う1レグ制が採用されていた。1940年大会は、2-2の同点だった試合途中にボカ・ジュニアーズ（アルゼンチン）がピッチを離れたため、ナシオナルがトロフィーを受け取ることになったが、両協会はこの年の優勝クラブを明確にしていない。1941年1月22日、ウルグアイサッカー協会 (AUF) とアルゼンチンサッカー協会 (AFA) は状況の調査を行い、1941年大会から両国で1試合ずつを行う2レグ制を採用することを発表した。1941年大会から1947年大会までは、ファーストレグの勝者であるナシオナルにトロフィーが与えられた1942年大会を除いて2レグ制で行われた。1947年までに大陸選手権の開催に興味が持たれ、1948年にはスポーツ史上初の大陸選手権であるカンペオナート・スダメリカーノ・デ・カンペオネスが行われた。南米大陸王者を決定するこの大会には南米各国のリーグ優勝クラブが参加した。
カンペオナート・スダメリカーノ・デ・カンペオネスのおかげで、2国間で優勝を争うコパ・アルダオは時代遅れの大会とされ、1948年から1954年までは開催されなかった。大会復権のための最後の試みのひとつが1957年大会であり、ナシオナル（ウルグアイ）とリーベル・プレート（アルゼンチン）が対戦したが、この大会は最初の計画から4年間も行われず、またナシオナルがブエノスアイレスでの試合を拒否したため、セカンドレグはついに行われることがなかった。このため、1957年大会は公式な大会とは宣言されていない。国内リーグの発展にともなって各クラブのスケジュールが過密となり、またコパ・カンペオーネス・デ・アメリカという国際クラブ大会が新設されたこともあって、コパ・アルダオは不必要になり、1956年以降は試合が行われていない。
1997年にはペニャロール（ウルグアイ）とボカ・ジュニアーズ（アルゼンチン）の試合が行なわれたが、公式な試合とはみなされていない。1998年にはナシオナル（ウルグアイ）とベレス（アルゼンチン）の間でコパ・アルダオが開催されたが、プレシーズンの親善試合として扱われた。2013年にはベレス（アルゼンチン）とペニャロール（ウルグアイ）の試合が行なわれたが、やはり公式な試合とはみなされていない。

## 結果
| 年度   | 優勝                 | 結果        | 準優勝                 | 会場                                                                  |
| ------ | -------------------- | ----------- | ---------------------- | --------------------------------------------------------------------- |
| 1913   | 中止                 | 中止        | 中止                   |                                                                       |
| 1916   | ナシオナル           | 2 - 1       | ラシン・クラブ         | エスタディオGEBA（ブエノスアイレス）                                  |
| 1917   | ラシン・クラブ       | 2 - 2 2 - 1 | ナシオナル             | パルケ・ペレイラ（モンテビデオ） エスタディオGEBA（ブエノスアイレス） |
| 1918   | ラシン・クラブ       | 2 - 1       | ペニャロール           | エスタディオGEBA（ブエノスアイレス）                                  |
| 1919   | ナシオナル           | 3 - 0       | ボカ・ジュニアーズ     | パルケ・セントラル（モンテビデオ）                                    |
| 1920   | ナシオナル           | 2 - 1       | ボカ・ジュニアーズ     | スポルティーボ・バラカス（ブエノスアイレス）                          |
| 1923   | 非開催               | 非開催      | 非開催                 |                                                                       |
| 1927   | サン・ロレンソ       | 1 - 0       | ランプラ・ジュニオルス | パルケ・セントラル（モンテビデオ）                                    |
| 1928   | ペニャロール         | 3 - 0       | ウラカン               | アルベアル・イ・タグレ                                                |
| 1936   | リーベル・プレート   | 5 - 1       | ペニャロール           | センテナリオ（モンテビデオ）                                          |
| 1937   | リーベル・プレート   | 5 - 2       | ペニャロール           | ガソメトロ（ブエノスアイレス）                                        |
| 1938   | インデペンディエンテ | 3 - 1       | ペニャロール           | センテナリオ（モンテビデオ）                                          |
| 1939   | インデペンディエンテ | 5 - 0       | ナシオナル             | ガソメトロ（ブエノスアイレス）                                        |
| 1940   | ナシオナル           | 2 - 2       | ボカ・ジュニアーズ     | センテナリオ（モンテビデオ）                                          |
| 1941   | リーベル・プレート   | 6 - 1 1 - 1 | ナシオナル             | ガソメトロ（ブエノスアイレス） センテナリオ（モンテビデオ）           |
| 1942   | ナシオナル           | 4 - 0       | リーベル・プレート     | センテナリオ（モンテビデオ）                                          |
| 1945   | リーベル・プレート   | 2 - 1 3 - 2 | ペニャロール           | センテナリオ（モンテビデオ） ガソメトロ（ブエノスアイレス）           |
| 1946   | 非開催               | 非開催      | 非開催                 |                                                                       |
| 1947   | リーベル・プレート   | 4 - 3 3 - 1 | ナシオナル             | センテナリオ（モンテビデオ） ガソメトロ（ブエノスアイレス）           |
| 1957   | リーベル・プレート   | 2 - 1       | ナシオナル             | センテナリオ（モンテビデオ）                                          |
| (1997) | ペニャロール         | 2 - 1       | ボカ・ジュニアーズ     | アントニオ・ロメーロ（フォルモーサ）                                  |
| (1998) | ベレス               | 3 - 1       | ナシオナル             | センテナリオ（モンテビデオ）                                          |
| (2013) | ベレス               | 3 - 1       | ペニャロール           | センテナリオ（モンテビデオ）                                          |

## 統計
※1997年大会以降は含めていない。

### クラブ別成績
| クラブ名               | 優 | 準 | 優勝年度                 | 準優勝年度               |
| ---------------------- | -- | -- | ------------------------ | ------------------------ |
| リーベル・プレート     | 5  | 0  | 1936,1937,1941,1945,1947 |                          |
| ナシオナル             | 3  | 4  | 1916,1919,1920           | 1917,1939,1941,1947      |
| ラシン・クラブ         | 2  | 1  | 1917,1918                | 1916                     |
| インデペンディエンテ   | 2  | 0  | 1938,1939                |                          |
| ペニャロール           | 1  | 5  | 1928                     | 1918,1936,1937,1938,1945 |
| サン・ロレンソ         | 1  | 0  | 1927                     |                          |
| ボカ・ジュニアーズ     | 0  | 2  |                          | 1919,1929                |
| ランプラ・ジュニオルス | 0  | 1  |                          | 1927                     |
| ウラカン               | 0  | 1  |                          | 1928                     |

### クラブ所在国別成績
| 国・地域名   | 優 | 準 |
| ------------ | -- | -- |
| アルゼンチン | 10 | 4  |
| ウルグアイ   | 4  | 10 |